# Font dels Horts
La Font dels Horts és una font barroca de Tarroja de Segarra (Segarra) inclosa a l'Inventari del Patrimoni Arquitectònic de Catalunya.

## Descripció
Accedim a aquesta font a través d'unes escales que trobem en el camí dels Horts, ja que es troba en un nivell molt inferior al del camí. La font està formada per un gran cos ondulat, amb forma de frontó, format per filades de carreus de pedra ben escairats de diferents dimensions, rematats per una cornisa llisa de pedra. En el punt superior d'aquest cos i en cadascun dels seus extrems hi ha un petit pinacle piramidal. El brollador es troba dins una petita fornícula semicircular en el bell mig de la font i està format per un tub de bronze molt rudimentari.
Just al darrere d'aquesta font podem presenciar un dipòsit de pedra arrebossada que l'abasteix d'aigua.
L'espai que volta la font està pensat com a espai de lleure, ja que presenta un banquet i un espai ajardinat molt petit urbanitzat recentment.